# مارينا رايتشيتش
مارينا رايتشيتش مواليد 24 أغسطس 1993 في بودغوريتسا، هي لاعبة كرة يد مونتينيغرية تلعب كحارس مرمى. مثلت منتخب الجبل الأسود لكرة اليد للسيدات. شاركت في دورة الألعاب الأولمبية الصيفية سنة 2012. حققت المركز الأول في بطولة أوروبا لكرة اليد للسيدات 2012.

## سجل المنافسة
شاركت في البطولات التالية:
- الألعاب الأولمبية الصيفية 2012
- الألعاب الأولمبية الصيفية 2016
- بطولة العالم لكرة اليد للسيدات 2011
- بطولة العالم لكرة اليد للسيدات 2013
- بطولة العالم لكرة اليد للسيدات 2015
- بطولة أوروبا لكرة اليد للسيدات 2010
- بطولة أوروبا لكرة اليد للسيدات 2012
- بطولة أوروبا لكرة اليد للسيدات 2014

## الميداليات
| الميدالية | المسابقة                            |
| --------- | ----------------------------------- |
| فضية      | الألعاب الأولمبية الصيفية 2012      |
| ذهبية     | بطولة أوروبا لكرة اليد للسيدات 2012 |

## روابط خارجية
- مارينا رايتشيتش على موقع الاتحاد الدولي لكرة اليد (الإنجليزية)
- مارينا رايتشيتش على موقع الاتحاد الأوروبي لكرة اليد (الإنجليزية)
- مارينا رايتشيتش على موقع اللجنة الأولمبية الدولية (الإنجليزية)
- مارينا رايتشيتش على موقع أوليمبيديا (الإنجليزية)